# Offida
Offida är en ort och kommun i provinsen Ascoli Piceno i regionen Marche i Italien. Kommunen hade 4 927 invånare (2018).